# William H. Cabell

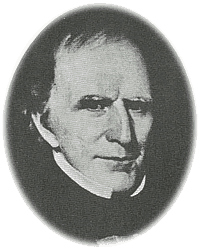
William H. Cabell (etwa 1850)

William Henry Cabell (* 16. Dezember 1773 im Cumberland County, Colony of Virginia; † 12. Januar 1853 in Richmond, Virginia) war ein US-amerikanischer Jurist und Politiker (Demokratisch-Republikanische Partei).

## Leben
Cabell wurde als Sohn von Colonel Nicholas Cabell und Hannah Carrington Cabell auf dem Anwesen Boston Hill geboren. Er bekam in seiner Jugend Privatunterricht, studierte später am Hampden-Sydney College sowie dem College of William & Mary und machte im Juli 1793 seinen Abschluss. Danach ging er nach Richmond, um sein Jurastudium zu absolvieren, und beendete es am 13. Juni 1794. Er begann seine Karriere als Anwalt und stieg in die Politik ein. Er war von 1796 bis 1805 Mitglied des House of Delegates in Virginia sowie Wahlmann bei den Präsidentschaftswahlen 1800 und 1804. Von 1805 bis 1808 war er Gouverneur von Virginia. Im Dezember 1808 wurde er Richter am Obersten Gerichtshof von Virginia.
Nach zwei Jahren wurde er am 21. März 1811 zum Richter am Obersten Gerichtshof von Virginia (Supreme Court of Appeals) gewählt. Nach der Reorganisation im Jahre 1831 wurde er erneut in den Gerichtshof gewählt und wurde am 18. Januar 1842 zum Präsidenten ernannt. Er blieb auf diesem Posten bis 1851, doch während seines letzten Jahres wurde er von Krankheit geplagt. Cabell starb am 12. Januar 1853 in Richmond und wurde auf dem Shockhoe-Friedhof beigesetzt.